# Erih Koš
Œuvres principales
- Mreže (1967)

Compléments
- Ancien étudiant de la Faculté de droit de l'université de Belgrade
- Membre de l'Académie serbe des sciences et des arts (1978)

Erih Koš (en serbe cyrillique : Ерих Кош ; né le 15 avril 1913 à Sarajevo et mort le 25 mai 2010 à Belgrade), est un écrivain, un essayiste et un traducteur serbe de Bosnie-Herzégovine. Il a été membre de l'Académie serbe des sciences et des arts.

## Éléments biographiques
Erih Koš commence par étudier le droit à Université de Belgrade et, à partir de 1935, il exerce en tant qu’avocat.
En 1938, il adhère au parti communiste.
En 1941, il participe à la résistance.
Après la Seconde Guerre mondiale, il a occupé différents postes politiques et culturels dans les gouvernements de la Yougoslavie communiste.
De 1964 à 1969, il a été le secrétaire général de la "Ligue Yougoslave pour la paix".
Erih Koš vit actuellement au Monténégro.
Erih Koš est principalement l’auteur de romans et de récits qui traitent de la Résistance et des problèmes de la société yougoslave.
Dans le domaine français, Erih Koš est un spécialiste de Voltaire, de Flaubert et de Paul-Louis Courier. Mais il a aussi traduit en serbe Goethe et Chamisso.

## Œuvres
- U vatri, récits, 1947
- Trichloroethylene hronike, récits, 1949
- Zapisi o mladim ljudima, 1950
- Vreme, récits, 1952
- Cudnovata povest o Kitu Velikom takode zvanom Veliki Mak, roman, 1956
- Kao vuci, récits, 1958
- Sneg i LED, roman, 1961
- Novosadski pokolj, roman, 1961
- Vrapci Van Pea, roman, 1962
- Prvo lice jednine, récits, 1963
- Imena, roman, 1964
- Taj prokleti zanat spisateljski, essais, 1965
- Mreže, roman, 1967
- Monténégro, 1967
- Satire, 1968
- Mešano društvo, récits, 1969
- Zašto there ne, 1971
- Cvece i bodlje, récits, 1972
- Well autobuskoj stanici, récits, 1974
- U potrazi za Mesijom, 2 Bde., roman 1978
- Bosanske price, récits, 1984
- Satira i satiricari, essais, 1985
- Šamforova smrt, roman, 1986
- Pisac govora, 1989
- Uzgredne zabeleške, Aphorismes 1990
- Miševi, roman, 1991
- Dosije Hrabak, roman, 1991

## Ouvrage disponible en français
- Les Souris